# Sabine Brehmová
Sabine Brehmová (* 5. května 1963) je bývalá východoněmecká rychlobruslařka.
Na mezinárodní scéně poprvé startovala v roce 1983, kdy se šestým místem představila na Mistrovství světa ve víceboji. V letech 1985 a 1986 vybojovala na vícebojařském světovém šampionátu bronzové medaile, roku 1985 navíc získala bronz na Mistrovství Evropy. Počátkem roku 1986 poprvé startovala ve Světovém poháru. Poslední závody absolvovala na konci téhož roku.